# Pseudobulweria
Pseudobulweria là một chi chim trong họ Procellariidae.